# Alpes Cottiae

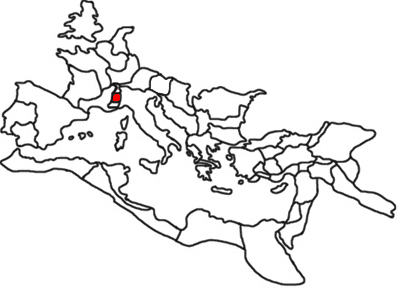
Imperiul Roman în anul 120 d.C. (cu provincia Alpes Cottiae)

Alpes Cottiae a fost o provincie romană, una dintre cele trei mici provincii din Alpi, dintre Franța și Italia de astăzi. Importantă a fost mai ales pentru asigurarea siguranței comunicațiilor peste trecătorile alpine. Alpes Cottiae se mărginea cu Gallia Narbonensis la vest, Alpes Maritimae la sud, Italia la est, și Alpes Graiae la nord. Capitala provinciei era Segusio (astăzi Susa în Piemont).
Localitățile din Alpes Cottiae includeau:
- Ocelum (Lesseau)
- Segusio (Susa) (capitală)
- Scingomagus (Exilles)
- Caesao (Cesana Torinese)